# Riddick (film)
A Riddick 2013-ban bemutatott brit-amerikai sci-fi film, amely a Riddick sorozat harmadik része. Producer és egyben a főszereplő Vin Diesel. A filmet David Twohy írta és rendezte, aki az előző két részt is (Pitch Black – 22 évente sötétség, A sötétség krónikája).
A filmet az Egyesült Királyságban és Írországban – 2013. szeptember 4-én mutatták be, az Amerikai Egyesült Államokban 2013. szeptember 6-án. A mozikban 3D és IMAX digitális 3D-ben volt látható.
Észak-Amerikában a bruttósított bevétele 42 025 135 $, más országokban 56 312 160 $ gyűlt össze, így világszerte összesen több mint 98 337 295 $-t termelt. A film a nyitóhétvégéjén az első helyen végzett 19 millió dollárral, majd a második hétvégén visszaesett a harmadik helyre, mivel akkor bruttósítva mindössze 6,8 millió dollár jött össze.

## Cselekménye
Riddick, miután a halálkufár [necromonger] civilizáció uralkodója lett (a Riddick – A sötétség krónikája c. előzményfilmben), rákényszeríti beosztottjait, hogy mutassák meg neki szülőbolygója, a Fúrya hollétét. Ambiciózus parancsnokai, akik szeretnék leváltani őt a trónról, azonban becsapják, egy kietlen, ragadozókkal teli bolygóra szállítják, és orvul megpróbálják megölni, de csak megsebesül. Riddick ottragad a bolygón.
Vérengző fenevadakkal találja szemben magát, amik nem kímélnek meg senkit és semmit, ami él és mozog. Egy óriáskutyaszerű ragadozó faj egy fiatal példányát azonban sikerül megszelídítenie, aki a társa lesz a nélkülözések és veszélyek közepette. Hamar felfedezi, hogy egy másik igen veszélyes vízi élőlény (a filmben nem kap nevet, a forgatókönyvben „iszapdémonnak” nevezik) is él a bolygón, aminek halálos mérgű harapása van. Ez a lény azonban nem merészkedik messzire azoktól a tavaktól és pocsolyáktól, amelyben rejtőzködik, általában a pocsolyák, víztócsák alján rejtőzködve vár a közelébe érő áldozatokra. A lény változatos méretekben található a bolygón az ölebnyitől egészen az óriási, varánusz méretű példányokig.
Vándorlásai során Riddick egy üres raktárállomást talál, ahonnan vészjelzést ad le. Ennek eredményeképp két fejvadászcsapat érkezik a bolygóra, akik már több mint 10 éve el akarják kapni (az évek során a standard vérdíj dupláját tűzték ki Riddick fejére).
Az első űrhajó, ami a bolygóra érkezik, egy könyörtelen zsoldosokból álló bandát tartalmaz, vezérük, az arrogáns és kegyetlen Santana célja, hogy Riddick levágott fejével és a holttestével együtt eltávozzanak a bolygóról, és bezsebeljék a pénzt és dicsőséget. Egy újabb űrhajó is érkezik, amin Johns parancsnok utazik, annak a Williams J. Johns nevű fegyőrnek az apja, akit Riddick az M6-117-es bolygón (ld. Pitch Black – 22 évente sötétség) évtizedekkel ezelőtt megölt. Johns a fia sorsát akarja megtudni Riddicktől, akire ezért élve van szüksége. De alkut köt Santanával: ha elfogják a bűnözőt, akkor Johns kiszedi belőle, amit tudni akar, utána Santana levághatja és viheti a fejét.
Riddick megszerzi mindkét űrhajó energiaellátáshoz szükséges, letétbe helyezett akkumulátorokat, így mozgásképtelenné téve a hajókat. Csellel elkapják Riddicket és leláncolják, de egy pusztító vihar van úton. Amikor kitör a vihar, és a heves esőzés által hozott víz elborítja a területet, az „iszapdémonok” rajzásba kezdenek, elárasztva a felszínt, és agresszíven megtámadják a zsoldosok bázisát. A zsoldosok nem bírnak a túlerővel, így a távozás mellett döntenek.
Hogy elmehessenek a bolygóról, szükség van a két hiányzó akkumulátorra, amik hollétét csak Riddick ismeri. Ezért kénytelenek elengedni. Riddick alkut ajánl: visszaszolgáltatná az akkumulátorokat, és cserébe az egyik űrhajót kéri. Az alkuba csak Santana nem hajlandó belemenni, de Riddick párviadalban megöli. Hárman mennek az akkumulátorokért: Johns, Santana alvezére, Diaz, és Riddick. A célhelyre, egy viszonylag védett barlangba érkezve Riddick elmondja Johnsnak, hogy mi történt a fiával, aki nehezen hajlandó hinni neki, és összevesznek; közben kiderül, hogy Diaz áruló, aki szabotálta az űrhajókat, hogy ne mehessenek el Riddick nélkül; és sikertelenül megpróbálja megölni Johnst, majd Riddicket is, utóbbi azonban végez vele. A visszaúton Riddick is súlyosan megsebesül, és Johns, úgy tűnik, magára hagyja; azonban a két űrhajóval visszajön és megmenti Riddicket a rohamozó ragadozó lényektől. Végül Riddick a másik űrhajóval távozik a bolygóról, hogy megkereshesse Fúryát.

## Szereplők
- Vin Diesel mint Riddick (Kálid Artúr)
- Jordi Mollà mint Santana (Király Attila)
- Matthew Nable mint Johns parancsnok (Kárpáti Levente)
- Katee Sackhoff mint Dahl (Pikali Gerda)
- Dave Bautista mint Diaz (Ifj. Jászai László)
- Raoul Trujillo mint Lockspur (Haás Vander Péter)
- Conrad Pla mint Vargas (Koncz István)
- Nolan Gerard Funk mint Luna (Czető Roland)
- Karl Urban mint Vaako (Nagy Ervin)
- Danny Blanco Hall mint Falco (Pál Tamás)

## Médiakiadás
A Riddick DVD-n és BluRay-en 2014. január 14-én jelent meg az Egyesült Államokban, Magyarországon pedig 2014. január 22-én.